# Tuinwijk-Zuid
Tuinwijk-Zuid is een complex van woningen in buurt Zuiderhout te Haarlem.

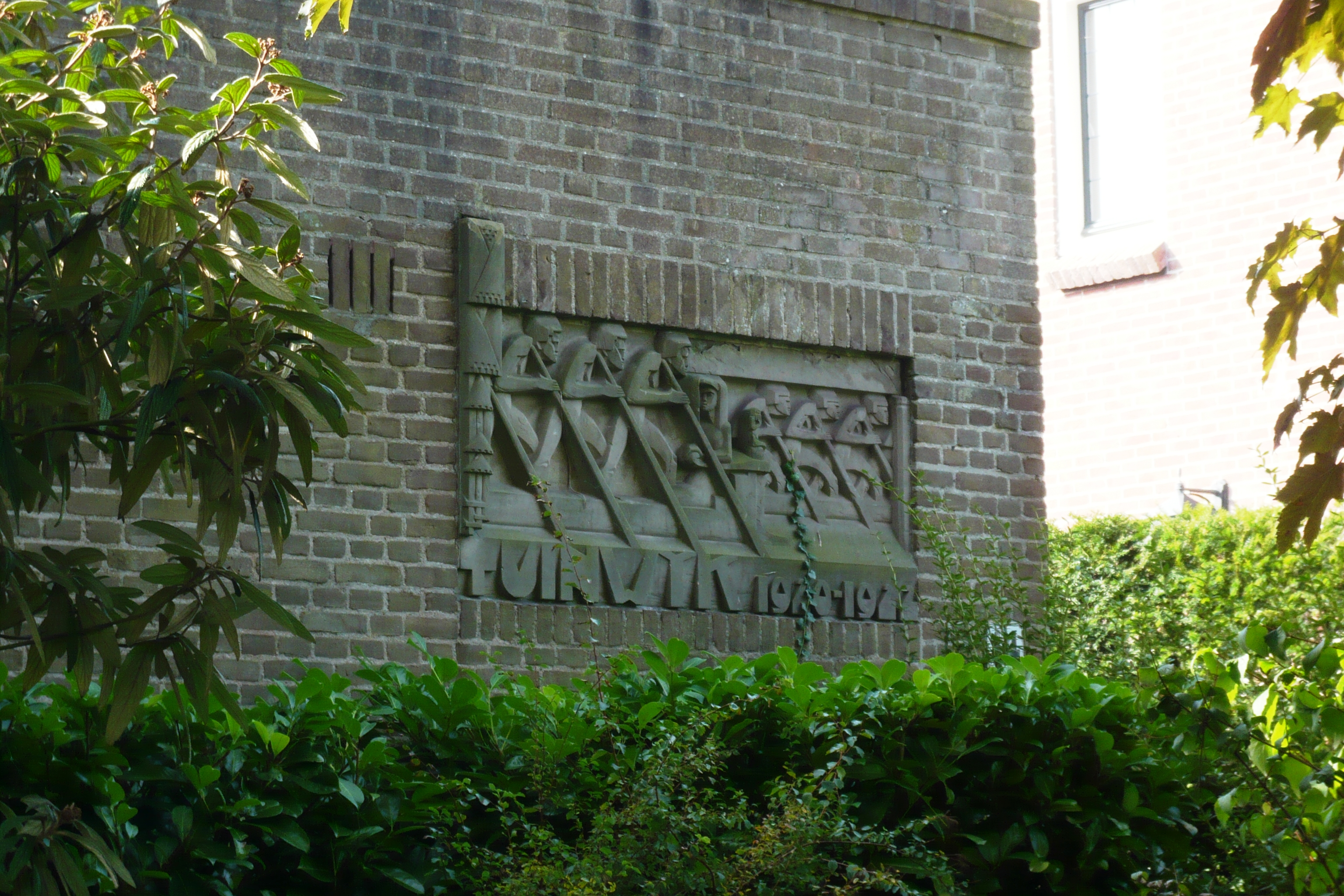
Gevelsteen,Tuinwijk

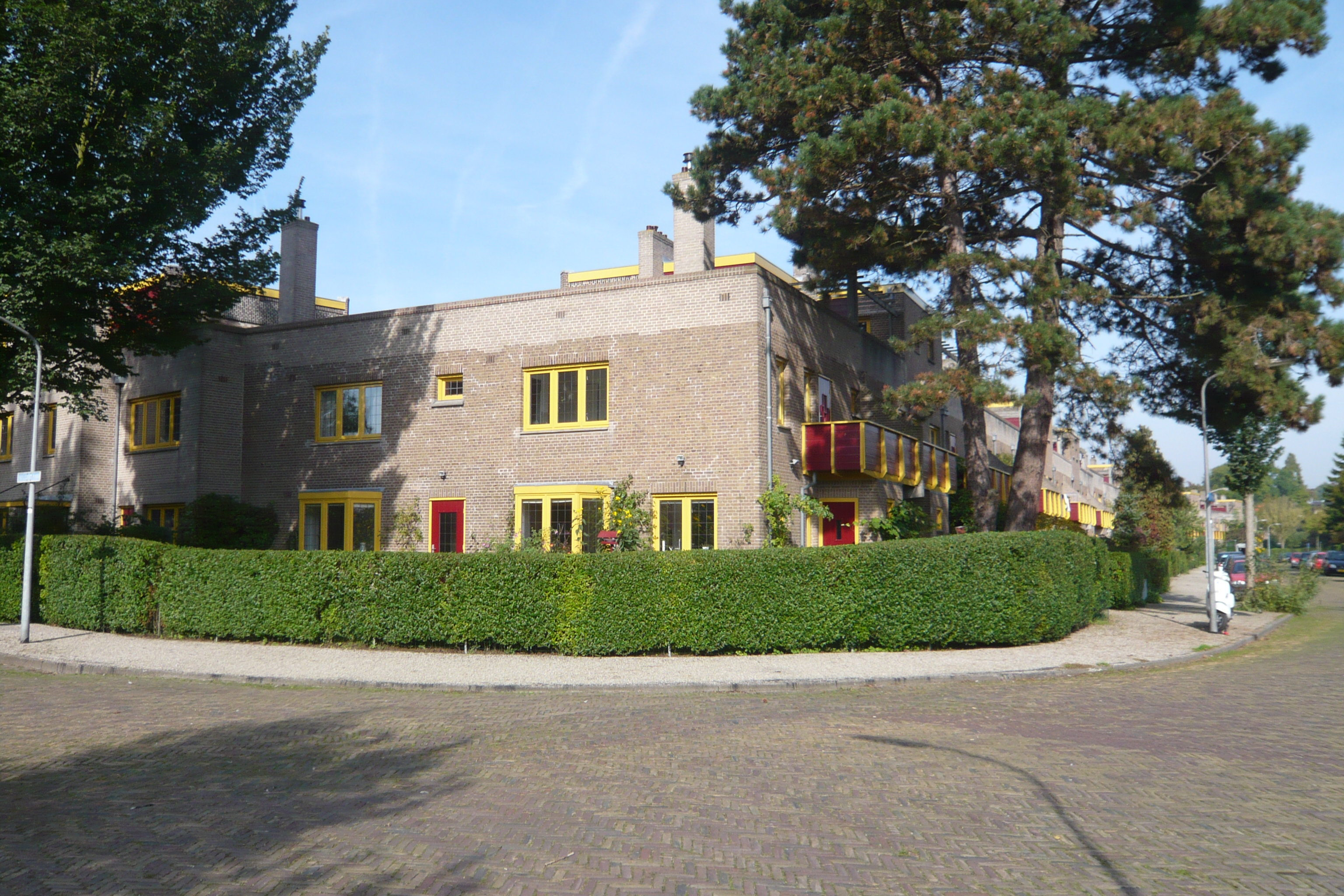
Zonnelaan, Tuinwijk

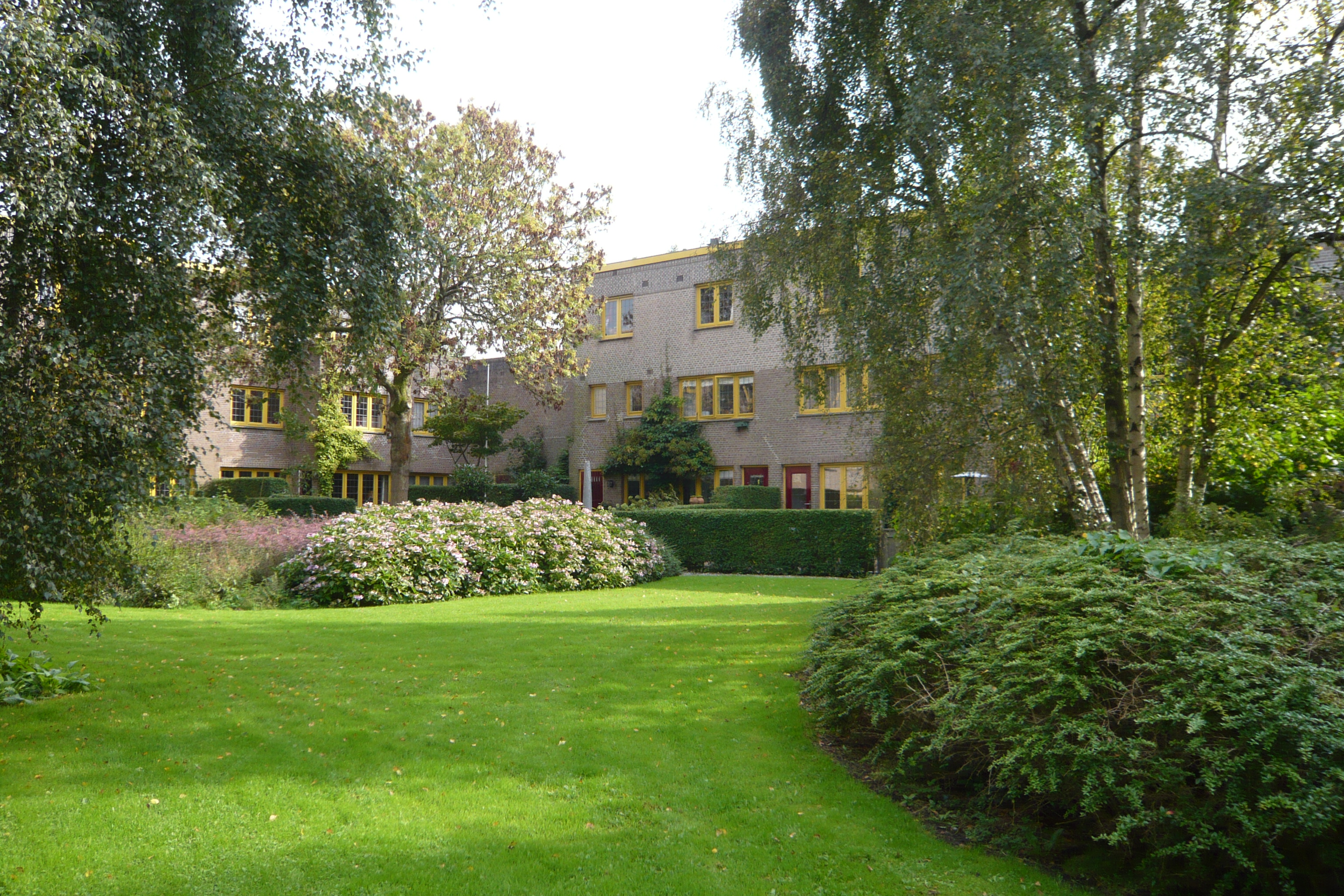
Binnentuin, Tuinwijk

Het Tuinwijk-Zuid-complex ligt tussen de Haarlemmerhout en het Spaarne aan de zuidzijde van Haarlem, grenzend aan Heemstede, waar het oorspronkelijk toe behoorde. In 1927 werd een deel van Heemstede met daarin Tuinwijk-Zuid geannexeerd door Haarlem naar plannen uit 1905. Landschapsarchitect L.A. Springer (1855-1940) kreeg in 1900 de opdracht tot opstellen van verkavelingsplan van het buiten Oosterhout en Zuiderpark waarin Tuinwijk-Zuid werd opgenomen.

## Architectuur
Het complex is ontworpen door de architect J.B. van Loghem (1881-1940) in opdracht van Woningbouwvereeniging Tuinwijk-Zuid. Het complex is in 1920-1922 gebouwd als huurcomplex met woningen van twee en drie woonlagen. Het werd gebouwd voor de middenstand als afgeleide van het tuinstadmodel van de Britse stedenbouwkundige Ebenezer Howard. Het bestaat uit 86 aaneengeschakelde eengezinswoningen verdeeld over twee woonblokken die gesitueerd zijn rond twee semi-openbare binnentuinen. Het stimuleren van de gemeenschapszin werd nog versterkt door een gemeenschapsruimte op de Vijverlaan.

## Coöperatie
De bouw van Tuinwijk-Zuid werd uitgevoerd door de Haarlemsche bouwassociatie, een groep samenwerkende arbeiders zonder aannemer. Deze associatie was lid van de Vereeniging Gemeenschappelijk Grondbezit, waar ook het coöperatieve architectenbureau van Van Loghem lid van was. Al tijdens de bouw stegen de kosten echter zo sterk dat de minder draagkrachtige leden van de vereniging geen woning in de tuinwijk konden huren. 

## Rijksmonument
In 1978 verkrijgt Tuinwijk-Zuid de Rijksmonumentenstatus. In 2001 maakt Aedes, de landelijke koepel van woningcorporaties, in het kader van 100 jaar woningwet een lijst met de 100 meest bepalende wooncomplexen in Nederland waarvan Tuinwijk-Zuid er een is.

## De Tuinen
De huizen omsluiten twee gemeenschappelijke binnentuinen, die bereikbaar zijn via drie grote overbouwde poorten. Met dit gemeenschappelijk gebruik van de groenvoorziening probeerde men op idealistische wijze de gemeenschapszin te bevorderen en een versnippering van het – binnen het woonblok gelegen – groen in tuintjes met wasgoed en schuttingen te voorkomen. Aan de gevels aan de tuinzijde is dan ook bijzondere aandacht besteed met in- en uitspringende delen. Hier bevinden zich de woonkamers met kleine privé-tuingedeelten, die geleidelijk overgaan in een natuurlijk vormgegeven middendeel met onder andere inheemse beplanting. Deze omdraaiing van voor en achter is een nieuwe tendens in de architectuurgeschiedenis, die later ook steeds vaker wordt toegepast bij villa’s, waar bewoners omwille van privacy de tuin achter het huis aanleggen. {{Gids voor de Nederlandse Tuin- en Landschapsarchitectuur, deel West, Carla
Oldenburger-Ebbers, Anne Mieke Backer en Eric Blok}}

## Bekende bewoners
- Godfried Bomans, publicist (van 1943 tot 1961).
- Sem Hartz, graficus en grafisch ontwerper.
- Barend Chapon, lid kerkeraad Joods-Israelitisch gemeente Haarlem (op 2 Februari 1943 gefusilleerd) en na hem, zijn zoon Jules Chapon, kunstenaar